# Hermann Pfanner Getränke
Die Hermann Pfanner Getränke GmbH ist ein österreichischer Getränkeproduzent und wird als Familienunternehmen in fünfter Generation geführt. Nach eigenen Angaben werden von der über 500 Millionen Liter umfassenden Produktion rund 80 Prozent in über 80 Länder verkauft. Die Hauptmärkte des in Lauterach in Vorarlberg seinen Stammsitz führenden Unternehmens sind Deutschland, Italien, Österreich und Tschechien.
Pfanner war 2024 Marktführer bei Eistee in Deutschland.

## Geschichte

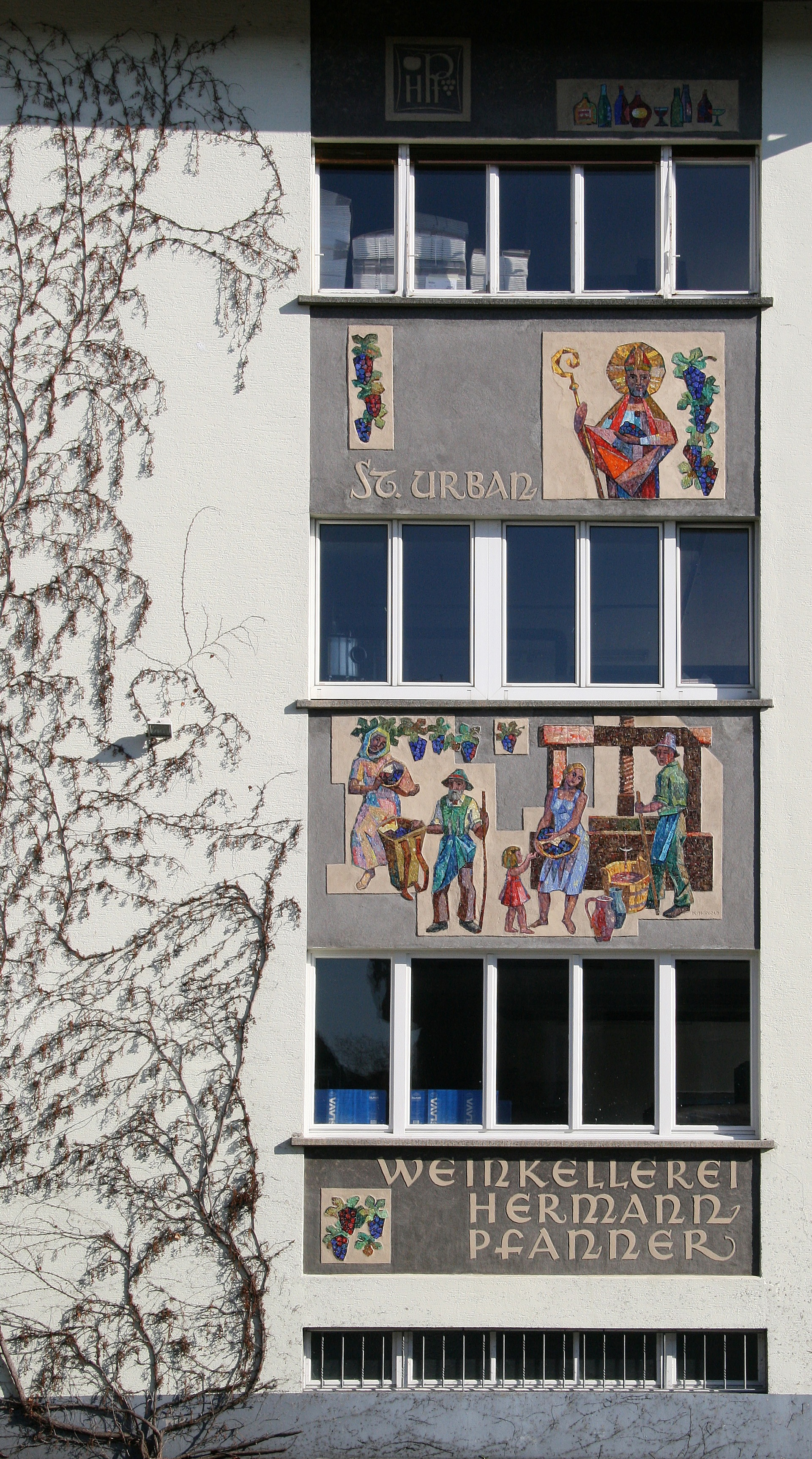
Außenfassade Weinkellerei Pfanner in Lauterach (Fresko von Konrad Honold)

1856 kaufte Max Hermann Pfanner den „Gasthof Hirschen“ in Lauterach und gründete eine Gasthaus-Bierbrauerei. 1919 übernahm sein Enkel Hermann Pfanner den Betrieb und erweiterte ihn in den folgenden zehn Jahren um den Handel mit landwirtschaftlichen Produkten, u. a. Wein und Spirituosen.
1933 stellte Hermann Pfanner erstmals Fruchtsaft her. Nach seinem Tod im Jahre 1944 führte dessen Frau Ferdinanda den Betrieb gemeinsam mit ihren Kindern weiter. Durch geschicktes Wirtschaften und technische Neuerungen konnte sie den Betrieb der neuen Generation (Hedwig, Hans, Erwin und Egon Pfanner) übergeben. Diese expandierten mit dem Fruchtsafthandel über die Grenzen Europas und übergaben den Betrieb 1988 an die nächste Generation.
Die Hermann Pfanner Getränke GmbH wurde gegründet. Im Jahr 1984 erhielt das Unternehmen die Staatliche Auszeichnung und darf seither im Geschäftsverkehr das Bundeswappen verwenden. 1986 wurde in Enns (Oberösterreich) ein neu errichtetes Werk für die Produktion von Fruchtsaftkonzentraten eröffnet.
2001 begann auch die Fruchtsaftproduktion in Deutschland (Reinbek bei Hamburg).
Pfanner ist nach wie vor ein Familienunternehmen – die Familien Pfanner, Schneider und Dietrich leiten die Firma.
Der Lauteracher Fruchtsafthersteller steigerte 2024 seinen Umsatz im Vergleich zum Vorjahr um 12 Prozent auf 455 Millionen Euro.

## Produkte
Das Sortiment umfasst rund 250 Produkte, die bekanntesten sind die seit Jahrzehnten hergestellten Fruchtsäfte. Daneben stellt das Unternehmen aber auch andere Produkte im Bereich der Erfrischungsgetränke her. Abgefüllt werden hierbei die Verpackungsvarianten Tetra Pak, Elopak, SIG combidome, PET-Flaschen, Glasflaschen sowie Dosen.
Im Hauptmarkt Deutschland liegt Pfanner seit 2001 bei Eistee auf Platz eins. Neben der Produktion für die eigenen Marken betätigt sich Pfanner zusätzlich als Lohnabfüller für Partner-Unternehmen. Ebenfalls werden seit der Übernahme der Produktionsstätte in Policoro verstärkt Fruchtsaftkonzentrate und -pürees vertrieben.
Die Tochtergesellschaft Fluence, die auf den Markenaufbau mit Prominenten spezialisiert ist, hat bereits erfolgreich Konzepte in Tschechien, Rumänien und dem Balkan eingeführt und startet nun auch die Expansion nach Deutschland, Schweiz und Österreich. Die Kooperationen mit Prominenten richten sich vor allem an junge, trendbewusste Konsumenten und ermöglicht die Präsenz von Pfanner in einem dynamischen Marktsegment weiter auszubauen.

## Pfanner und Fairtrade
Pfanner ist seit 2001 Fairtrade-Partner. Heute ist Pfanner laut eigenen Angaben weltweit der volumenstärkste Partner von Fairtrade im Fruchtsaftbereich und bietet das mit Abstand umfangreichste Sortiment an.
Während der fast 25-jährigen Partnerschaft wurden rund 190 Millionen Liter Fairtrade-Getränke verkauft. Im Oktober 2018 gewann Pfanner den ersten Platz des Fairtrade-Awards.

## Produktionsstätten
Standorte des Unternehmens sind in Österreich, Deutschland, Italien und in der Ukraine. Neben der Zentrale in Lauterach befindet sich die größte Produktionsstätte in Enns (Oberösterreich) sowie weitere in Reinbek (Deutschland), Lüttow-Valluhn (Deutschland), Policoro (Italien) und in Bar (Ukraine).
Das Jahr 2024 war ein starkes Investitionsjahr für das Unternehmen. Mit einem Budget von 30 Millionen Euro wurden Projekte angestoßen, um die Zukunftsfähigkeit der Standorte zu sichern. Ein zentrales Projekt war die Erweiterung des Hochregallagers in Enns/Oberösterreich, das die Lagerkapazitäten deutlich erhöht. Gleichzeitig starteten am Standort Lauterach umfangreiche Gebäude- und Maschineninvestitionen, um den Produktionsstandort zukunftssicher zu gestalten. Bis 2026 sollen insgesamt 50 Millionen Euro in den Ausbau und die Modernisierung des Vorarlberger Standorts fließen.
Auch im Bereich der Nachhaltigkeit setzt der Getränkehersteller auf zukunftssichere Maßnahmen. Durch den Einsatz von Photovoltaik-Anlagen deckt Pfanner bereits 20 % des eigenen Strombedarfs. Ziel ist es durch den weiteren Ausbau die Eigenproduktion zu optimieren.

## Kritik
Im Winter 2009/2010 richteten sich die Aktivitäten der deutschen Verbraucherschutzorganisation Foodwatch gegen die in ihren Augen irreführenden Marketingaktivitäten der Hermann Pfanner Getränke GmbH hinsichtlich deren Eisteeproduktes „Der Gelbe Zitrone-Physalis“. Es wurde vorgehalten, Pfanner bezeichne Physalisfrucht und gelben Tee als Hauptbestandteile der Rezeptur des Getränkes und erwähne zudem nicht den hohen Zuckeranteil pro Packung. Nach Angaben von Foodwatch fand sich im Jänner 2010 in dem Eisteegetränk keine echte Physalis, sondern ein Aroma, das den Geschmack imitierte.

Die Hermann Pfanner Getränke GmbH hingegen vertrat den Standpunkt, es handle sich bei dem Getränk um keine „Mogelpackung“, da der Teegehalt (15 Prozent Gelber Tee, 85 Prozent Kräutertee-Ergänzung) insgesamt tatsächlich 100 Prozent betrage und der Zuckergehalt um rund 30 Prozent unter dem anderer Softdrinks liege.
Pfanner reagierte auf die Vorwürfe, indem die neue Variante des Getränks neben Aroma nun mit Physalissaft „fein abgerundet“ wird und zudem der Zuckergehalt reduziert wurde. Darüber hinaus vertrat das Unternehmen aber den Standpunkt, dass bei Teegetränken der Fruchtgehalt keine wertbestimmende Rolle spiele. Außerdem legte Pfanner Gutachten vor, die belegen, dass die Deklarationsangaben den lebensmittelrechtlichen Vorgaben entsprechen.
Laut Gesetz müsse der Gehalt einer beworbenen oder namengebenden Zutat nicht angegeben werden, wenn sie nur in geringer Menge zur Geschmackgebung eingesetzt wird.